# ザ・キングオブドラゴンズ
『ザ・キングオブドラゴンズ』（THE KING OF DRAGONS）は、1991年8月5日に稼働開始したカプコンのアーケード用ベルトスクロールアクションゲーム。
「第5回ゲーメスト大賞」（1991年度）において、年間ヒットゲーム19位を獲得した本作は、後に家庭用ゲーム機に移植された（#移植版）。

## ゲームシステム
剣と魔法のファンタジー世界を舞台にしたゲーム。ストーリーは世界を狂わせたレッド・ドラゴン・ギルディスを倒して財宝を手に入れるため5人の勇者が立ち上がるというもの。
5人のプレイヤーキャラクターから任意のキャラクターを選んでゲーム開始となり、全16ステージを攻略する。
操作は8方向レバーと2ボタンで行う。ボタンで攻撃、ジャンプ、魔法が使える。
魔法は体力を少し消費するが、少しの間だけ無敵になる。

## ステージ構成
- STAGE1：特に記述なし（家庭用では Orc Village） BOSS:ORK KING（キング・オーク）
- STAGE2：Treasure in an old castle BOSS:MINOTAUR（ミノタウルス）
- STAGE3：Battle on a mountain peak BOSS:WYVERN（ワイバーン）
- STAGE4：Cave of hydra BOSS:HYDRA（ヒドラ）
- STAGE5：To the norde isle BOSS:なし
- STAGE6：The giant in the shrine BOSS:CYCROPS（サイクロプス）
- STAGE7：Trent woods BOSS:GIANT SPIDER（ジャイアント・スパイダー）
- STAGE8：To the castle BOSS:DRAGON RIDER（ドラゴン・ライダー）
- STAGE9：In the castle BOSS:BLACK KNIGHT（ブラック・ナイト）
- STAGE10：Underpass BOSS:WRAITH（レイス）
- STAGE11：Battle in the fort BOSS:GREAT DRAGONIAN（グレイト・ドラゴニアン）
- STAGE12：Castle Garenos BOSS:ROYAL KNIGHTS（ロイヤル・ナイト。BLACK KNIGHTと同性能。2人同時に出てくる）
- STAGE13：Dark Wizard BOSS:DARK WIZARD（魔人フーゴー）
- STAGE14：A cave in the woods BOSS:WYVERN（アイスワイバーン。3面ボスとほぼ同じだが、冷凍弾を吐き、またリザードマンが常に追加される）
- STAGE15：Underground lavyrinth BOSS:CYCROPS（サイクロプス。2匹登場）
- STAGE16：Golden limestone cave BOSS:RED DRAGON GILDISS（レッド・ドラゴン・ギルディス）

## キャラクター
得点が経験値の役割を兼ねており、得点を稼いでレベルが上がると、HPが8回復し、防御力が1上がる（受けるダメージが1減る。ダメージは1未満にはならない）また、HPの上限値が8上がることもある。最大の24レベル時にはかならず96になる。
ファイター、クレリック、ドワーフは、進行方向と逆向きのレバーを入力することで盾でガードが可能。ただし、レバー入力が早すぎるとガードできない。ウィザード、エルフはガード不可。
ファイター 名前：デレク
近接戦闘タイプ。守備力は5人中4位と低い。マジッククリスタルの威力が最も低い。レベルアップはクレリックに次いで速い。
クレリック 名前：アルド
近接戦闘タイプ。守備力が5人の中で最も高い。攻撃力はファイターとほぼ同じ（やや低め）。一番足が遅くジャンプの滞空時間も短い。レベルアップが早いのも特徴。
ウィザード 名前：レジェ
通常攻撃の魔法は、武器レベルにより性能が違う。レベル1〜4は敵との距離が近いほど威力が高く、近接時での攻撃力は5人の中で最高。レベル5〜7は多段ヒットの攻撃。レベル8は敵との距離に関係なくリーチ、攻撃力ともに最高。序盤の武器はリーチが短めの上、HPは最低。守備力は5人中3位。マジッククリスタルの威力が最も高い。
エルフ 名前：ラベル
リーチは5人の中で最高だが、攻撃力と守備力が最も低い。レベルアップが最も遅く、最強の24レベルに達するには391万5000点の経験値が必要。
ドワーフ 名前：バルガス
近接戦闘タイプ。背が低いため、他のキャラクターではジャンプしてこないと攻撃できないスライムを普通に攻撃できる。また、矢と投槍に当たらない。武器の威力はファイターとほぼ同じ（やや高め）だが、リーチが短い上に振りが遅いため、ソロプレイでは不利を強いられることが多い。守備力は5人中2位。レベルアップはやや遅い。
キャラクターは1面から14面までのステージクリア後に出現する武器・防具を取ることで、攻撃力・守備力が上がる。
それぞれにLvが存在し初期装備はLv1で最高Lv8まで存在する。
2面ごとに組になっており、偶数面では直前の奇数面で出なかった方が出る。

## 移植版
| No. | タイトル                               | 発売日                                     | 対応機種                                       | 開発元       | 発売元   | メディア                                        | 型式                             | 備考                          | Ref.              |
| --- | -------------------------------------- | ------------------------------------------ | ---------------------------------------------- | ------------ | -------- | ----------------------------------------------- | -------------------------------- | ----------------------------- | ----------------- |
| 1   | ザ・キングオブドラゴンズ               | 1994年3月4日 1994年4月 1994年8月           | スーパーファミコン                             | プリズム企画 | カプコン | ロムカセット                                    | SHVC-EI SNS-EI-USA SNSP-EI-NOE   |                               |                   |
| 2   | カプコン クラシックス コレクション     | 2006年9月7日 2006年10月24日 2006年11月10日 | PlayStation Portable                           | カプコン     | カプコン | UMD                                             | ULJM-05104 ULUS-10134 ULES-00377 | アーケード版の移植            |                   |
| 3   | Capcom Classics Collection Vol.2       | 2006年11月24日 2007年4月13日               | PlayStation 2 Xbox                             | カプコン     | カプコン | DVD-ROM                                         | PS2： SLUS-21473 SLES-54561      | アーケード版の移植            |                   |
| 4   | カプコン ベルトアクション コレクション | INT 2018年9月18日 2018年9月20日            | Nintendo Switch PlayStation 4 Windows Xbox One | カプコン     | カプコン | ダウンロード （Switch版のみパッケージ版もあり） | -                                | アーケード版の移植            | [ 5 ] [ 6 ] [ 7 ] |
| 5   | カプコンアーケード2ndスタジアム        | 2022年7月22日                              | Nintendo Switch PlayStation 4 Windows Xbox One | カプコン     | カプコン | ダウンロード                                    |                                  | アーケード版の移植 単品購入可 | [ 8 ]             |

## 開発
本作はTSR社のテーブルトークRPG『Dungeons&Dragons』の業務用アクションゲームとして作られていたが、版権に関する許可が出なかったため、現在の商品名でリリースした。
開発当初、ウィザードは女性キャラクターとして作られていたが、「海外向けに太ももを出した女性キャラはまずい」という指示があり、急遽現在の形に変更された。
グラフィックの監修は全て企画の貞本友思が行った。キャラクターデザインはMIZUHOが担当し、インストカードにも使用された。

### スタッフ
- CHIN
- TOMOSHI（貞本友思）
- TOLAYA
- GYO
- SHIMOPI（下村陽子）
- HK（木佐貫久司）
- YAMA
- MIKIMAN（城戸美樹）
- MIYAO（みやおまさこ）
- IWAI（岩井千佳）
- SSS
- MIZUHO（陰山みずほ）
- HAYASHI（はやしたかし）
- MANBOU（新谷さゆり）
- GUYCH
- DANY
- BLBON
- OGACHY
- HIRABE
- WAKIO（山脇和男）

## 評価
アーケード版
ゲーム誌『ゲーメスト』の企画「第5回ゲーメスト大賞」（1991年度）において、ベストアクション賞2位、ベスト演出賞9位、ベストグラフィック賞8位、年間ヒットゲーム19位を獲得した。
スーパーファミコン版
ゲーム誌『ファミコン通信』の「クロスレビュー」では、7・6・7・5の合計25点（満40点）、『ファミリーコンピュータMagazine』の読者投票による「ゲーム通信簿」での評価は以下の通り21.6点（満30点）となっている。また、1998年に刊行されたゲーム誌『超絶 大技林 '98年春版』（徳間書店）では、3人同時プレイから2人同時プレイになった事を指摘した上で「雰囲気は業務用を忠実に再現している」と肯定的に評価した。
| 項目 | キャラクタ | 音楽 | お買得度 | 操作性 | 熱中度 | オリジナリティ | 総合 |
| 得点 | 3.9        | 3.6  | 3.4      | 3.7    | 3.7    | 3.3            | 21.6 |